# 鄭荷之戰荷蘭降書
鄭荷之戰荷蘭降書是鄭成功攻臺之役結束後，鄭軍與荷蘭東印度公司投降意向文書往來。這項外交文書之往返本於侵略者立場，文書往返內容雖然敗方有顏面撤退、有尊嚴地向勝者爭取合理生存權益，而侵略方以勝者為王驅離敗者的作法，用各自表述條文，交換文書往來視為予以同意，達成遵守雙方佔領交接前的協定。這之中可以看到雙方在談判期間，注重撤離交接的過程，尊嚴名譽、資產負債清算、個人資產保護、換俘、互押人質、賠償細目、敗方基本生活權的保障等等都做了很清楚的規範，但卻無明確土地割讓範圍之內容。不過根據梅氏日記的記載，鄭成功並未遵守其諾言善待荷蘭人。

## 內容

### 鄭成功給荷蘭人降書的提議
由一方為自一六六一年五月一日到一六六二年二月一日圍攻福爾摩沙熱蘭遮城的大明招討大將軍鄭成功，另一方為荷蘭國該城長官揆一及其議員們，所訂立的條款如下：
1. 雙方都要把所造成的一切仇恨遺忘。
2. 熱蘭遮城及其城外的工事、大砲及其他武器，糧食、商品、貨幣及所有其他物品，凡屬於公司的都要交給國姓爺。
3. 米、麵包、葡萄酒、燒酒、肉、鹹肉、油、醋、繩子、帆布、瀝青、柏油、錨、火藥、子彈、火繩及其他物品，凡所有被包圍者從此地到巴達維亞的航程中所必需者，上述長官及議員們得以自上述公司的物品中，毫無阻礙地裝進在泊船處及海邊的荷蘭聯合東印度公司的船。
4. 屬於在福爾摩沙這城堡裡的，以及在這戰爭中被帶去其他地方的荷蘭政府特殊人物的所有動產，經國姓爺的授權者檢驗之後，得以毫無短缺地裝進上述的船。
5. 除了上述物品之外，那二十八位眾議會的議員們，每位得以帶走二百個兩盾半銀幣。此外有二十個人，即已婚的、單位主管及比較重要的人，合計帶走一千個兩盾半銀幣。
6. 軍人經過檢查之後，可以帶走他們的全部物品及貨幣，並依我們的習俗，全副武裝，舉著打開的旗子、燃著火繩、子彈上膛，打著鼓出去上船。
7. 福爾摩沙的漢人之中，還有人向公司負債的，他們負債的金額和原因，或因贌租或因其他緣故，都將從公司的簿記中抄錄出來，交給國姓爺。
8. 這政府全部文件簿記，現在都得以帶往巴達維亞。
9. 所有的公司職員、自由民、婦女、兒童、男奴、女奴，在這戰爭中落在國姓爺領域裡且尚在福爾摩沙的，國姓爺將從今日起八至十日內交給上述的船，那些在中國的，也要儘快送來交給上述的船。對於那些不在國姓爺的領域裡而仍在福爾摩沙的公司其他人員，也要立刻給予通行證，以便去搭乘公司的船。
10. 國姓爺要把他所奪去的船上的四隻小艇及其附屬設備立刻還給公司。
11. 國姓爺也要安排足夠的船給公司，以便運送人員和物品到巴達維亞。
12. 農產品、牛和其他家畜以及其他為公司人員停留期間所需要的各類食物，要由國姓爺的部下以合理的價格，從今日起每天充足地供應給公司的上述人員。
13. 在公司人員遺留在此地或未上船以前，國姓爺的兵士或其他部下，如果不是為公司工作而來，誰也不得越過目前用籃堡或該殿下的陣地所形成的界線，來接近這城堡或其城外工事。
14. 在荷蘭東印度公司人員撤離以前，城堡將只掛一面白旗。
15. 倉庫監督官在其他人員和物品都上船之後，將留在城堡裡二至三天，然後才和人質一起上船。
16. 國姓爺將派官員或將官Ongkim及其幕僚Punpauw Jamosie為人質，於本條約經雙方各按本國的方式簽字、蓋章和宣誓之後，立刻送去停在泊船處的一艘公司的船。相對的，公司將派這政府的副首長Joan Oetgens van Waveren及眾議會議員David Harthouwer為人質，到大員市鎮國姓爺那裡，他們將各留在上述二個地方，直到一切按照條約內容確實履行完畢。
17. 國姓爺被囚在這城堡裡的人，或被囚在此地泊船處公司船裡的俘虜，將和我們被囚在國姓爺的領域裡的俘虜交換。
18. 本條約如有誤會或確有需要而在此被遺漏之重要事項，將由雙方基於能為對方接受的共識，立刻修正之。

一六六二年二月一日在大員的熱蘭遮城裡
簽名者：Frederick Coijett(揆一) 等二十八人

### 鄭成功的回覆
1. 我同意雙方發生過的所有問題都已經過去，不再存在，而且不再去想那些問題。
2. 按照所說的，該城堡所有的大砲、小砲、彈藥、現款以及全部商品，都要毫無例外的交給我。
3. 米、燒酒、醋、油、肉、鹹肉、麵包、繩子、帆布、瀝青、柏油、火藥、子彈、火繩等物品，各船得攜帶航行途中所需要的數量。
4. 所有的平民其財物家私，經檢驗後都得以裝上船。
5. 對那二十八個人，每人准予攜帶二百個兩盾半銀幣；對其他那二十個較低階的人，准予合計攜帶一千個兩盾半銀幣。
6. 兵士准予攜帶他們的行李不受騷擾地上船；並得以全副武裝，點燃火繩、子彈上膛、旗子打開並打鼓等。
7. 你們得以將公司簿記文件中有關債務的資料，或贌租的或商品的，要抄錄交出來。
9. 所有的荷蘭人，男的、女的、孩童、黑人，都將於八至十日內送到船裡，還在我方的地方官及其他人，也將不例外地都交還你們；而且，那些可能在此地或其他地方躲藏尚未露面的人，也將同樣平安地交還給你們。
10. 那五隻被我們取得的小艇，將歸還你們。
11. 各種船都將准予用來運送荷蘭人上船。
13. 將命令兵士不得前往城堡附近，也不得有騷擾或暴力行為。
14. 在和約簽訂以前，該城堡得以掛一面白旗。
15. 該城堡裡的要員們須於三日內，將他們的事務處理完畢、並進入船裡。
16. 雙方為此必須互換書面的條約，該書面的條約須經宣誓，並由重要人物簽名；為達此目的，雙方須互換人質。
17. 所有還在該城堡裡的漢人須全部釋放，同樣，在我們這邊還活著的荷蘭人也將予以釋放。
18. 如果還有任何細節在此被遺忘的，將予另行商討。
大明永曆十五年十二月十三日

### 引用
1. ↑  菲力普‧梅著，江樹生譯。《梅氏日記: 荷蘭土地測量師看鄭成功》。漢聲雜誌。